# Johann Baptist von Spix
Johann Baptist von Spix (Höchstadt-an-der-Aisch, Baviera, 9 de febrero de 1781 - Múnich, 15 de mayo de 1826) fue un naturalista, médico, zoólogo y explorador alemán. Junto con Lorenz Oken, fue uno de los representantes más destacados de la Naturphilosophie.

## Biografía

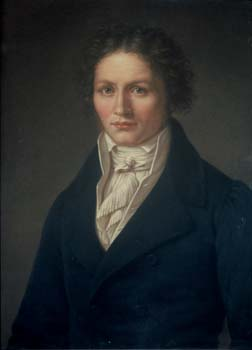

Nació en Baviera, recibió el Doctorado en Teología en la Universidad de Bamberg, previo paso por medicina (laureado en 1806 en la Universidad de Würzberg).

Se dedicó a la actividad de médico en Würzberg por muchos años, su interés era la anatomía y fisiología. Viajó por Francia e Italia donde se encontró con eminentes científicos, como Georges Cuvier y Étienne Geoffroy Saint-Hilaire.
En 1811, apareció en los trabajos de Historia Natural, específicamente en la zoología, siendo comisario de Zoología de la Bayerische Akademie der Wissenschaften de Mónaco.
En 1815 es parte de una expedición con otros naturalistas (entre ellos Carl Friedrich Philipp von Martius) a Brasil.
Desde 1817 hasta 1820, Spix y Martius, exploran y realizan la más importante expedición científica del siglo XIX. Spix recorre el río Amazonas hasta las nacientes de Perú.
Colectan especímenes de muchos vegetales y animales, 6500 plantas, 85 especímenes de mamíferos, 150 anfibios, 350 de aves, cerca de 2700 de insectos, que da lugar a una vasta obra literaria.
A causa de una malaria contraída en su viaje expedicionario, no puede completar su trabajo, y muere en 1826.
Todo el material recolectado por Spix se conserva en el Museo de Mónaco, (Staatliches Museum für Völkerkunde di Monaco), y en el "Museo de Historia Natural de Múnich.

## Obra

### 1823
- "Simiarum et Vespertilionum Brasiliensium Species Novae" Monachii, Typis Francisci Seraphi Hybschmanni (1823)

### 1823-1831
- "Reise in Brasilien in den Jahren 1817 bis 1820", Múnich (1823-1831)

### 1824
- "Animalia Nova sive Species Novae Testudinum et Ranarum" Monachii, Typis Francisci Seraphi Hybschmanni (1824)
- "Serpentum Brasiliensium species novae ou histoire naturelle des espèces" Monachii, Typis Francisci Seraphi Hybschmanni (1824)
- Spix, J.B. von (1824). Avium species novae, quas in itinere per Brasiliam annis MDCCCXVII-MDCCCXX jussu et auspiciis Maximiliani Josephi I. Bavariae regis augustissimi. Suscepto. Collegit et descripsit Dr. Joannes Bapt. de Spix (en latín) 1. 90 pp., 104 tt. Martius, C.F.P. von, curador; Schmidt, Matthias, ilustrador. Monachii (Múnich): Impensis Editoris, 1838. Disponible en Biodiversitas Heritage Library. doi:10.5962/bhl.title.63181.

### 1825
- "Animalia Nova sive Species Novae Lacertarum" Monachii, Typis Francisci Seraphi Hyschmanni (1825)
- Spix, J.B. von (1825). Avium species novae, quas in itinere per Brasiliam annis MDCCCXVII-MDCCCXX jussu et auspiciis Maximiliani Josephi I. Bavariae regis. Suscepto. Collegit et descripsit Dr. J. B. de Spix (en latín) 2. 85 pp., 109 tt. Schmidt, Matthias, ilustrador. Monachii (Múnich): Typis Franc. Seraph. Hübschmanni. Disponible en Biodiversitas Heritage Library. doi:10.5962/bhl.title.63182.

### 1829-1831
- "Selecta genera et species piscium" Monachii (1829-1831)

- Wagler, J.G. (1800-1832) prepara, en 1824, a partir de notas de Spix Serpentum Brasiliensium species novae ou histoire naturelle des espèces

## Honores

### Eponimia
Géneros
- (Asteraceae) Spixia Schrank[1]

- (Euphorbiaceae) Spixia Leandro[2]

Especies (30 registros IPNI)
- (Apocynaceae) Tabernaemontana spixiana Mart. ex Müll.Arg.[3]

- (Grammitidaceae) Ceradenia spixiana (C.Mart. ex Mett.) L.E.Bishop[4]

## Abreviatura (zoología)
La abreviatura Spix  se emplea para indicar a Johann Baptist von Spix como autoridad en la descripción y taxonomía en zoología.